# Bispo (Santos dos Últimos Dias)
Bispo é o líder de uma congregação local de A Igreja de Jesus Cristo dos Santos dos Últimos Dias (conhecida como ala), um ofício do Sacerdócio Aarônico não-remunerado e tem obrigações semelhantes às de um pastor, sacerdote ou rabino.
Os bispos, auxiliados por dois conselheiros, supervisionam tanto as necessidades espirituais quanto sociais dos membros da ala. Em seu papel, o bispo ajuda cada membro da congregação a seguir Jesus Cristo e oferece suporte em questões espirituais. Além disso, ele presta assistência a membros enfrentando desafios financeiros ou outros problemas, ajudando-os a alcançar a autossuficiência por meio do programa de bem-estar da Igreja.
O bispo também cuida de aspectos práticos, como a administração de registros, relatórios, finanças e da capela onde os membros se reúnem. Os bispos servem geralmente por um período de cerca de cinco anos. Eles reportam-se aos presidentes de estaca, que têm autonomia significativa para tomar decisões sobre os membros de sua ala e estaca.

## As funções de um Bispo
Um Bispo reside e dirige as Reuniões Sacramentais (semelhante a uma missa ou culto), além das reuniões com os outros membros auxiliares para manter a ala organizada e em bom funcionamento. Ele é chamado para supervisionar os grupos ou diferentes auxiliares da ala, como a Sociedade de Socorro, Organização dos Rapazes, Organização das Moças, Escola Dominical, Quórum de Élderes e Sumo Sacerdotes. Lidera essas organizações e orienta as pessoas chamadas a servir a elas.
O Bispo também precisa se certificar de que todas as ordenanças executadas na ala estão sendo realizadas corretamente, incluindo os batismos, confirmações, ordenações do sacerdócio, bênçãos de bebê e a administração do sacramento todos os domingos.
Além disso, os Bispos realizam entrevistas com os membros de sua ala para emitir recomendações para o templo, dar chamados para servir na ala, ajudar quem precisa se arrepender e garantir que os membros da ala estejam bem, tanto espiritual quanto temporariamente. Eles podem auxiliar os membros com problemas espirituais por meio de aconselhamento ou outras formas de apoio. São responsáveis pelo bem-estar geral dos membros locais, avaliando suas necessidades e cuidando daqueles que realmente precisam de auxílio da Igreja. Dedicam seu tempo visitando alguns membros da ala, especialmente os que estão doentes, os idosos ou aqueles que necessitam de atenção especial.

## O bispado
O bispado desempenha funções administrativas essenciais para o funcionamento da ala. Entre suas responsabilidades está a supervisão de registros e relatórios, mantendo informações precisas sobre batismos, confirmações e outras ordenanças, e enviando relatórios regulares à estaca. Na gestão financeira, administra o orçamento da ala, coletando e alocando dízimos e outras ofertas, e garantindo o uso adequado dos fundos conforme as diretrizes da Igreja. A manutenção da capela é outra função vital, assegurando que as instalações estejam bem conservadas e seguras, e coordenando limpeza, reparos e melhorias.
O bispado também planeja e coordena as Reuniões Sacramentais semanais e outras atividades da ala, fortalecendo a comunidade local. Além disso, supervisiona programas de bem-estar, oferecendo assistência temporária como alimentos e suporte financeiro, e promovendo iniciativas de autossuficiência para ajudar os membros a melhorar suas habilidades e encontrar emprego. Trabalha em conjunto com conselheiros e líderes auxiliares, delegando responsabilidades e fornecendo orientação às organizações auxiliares.